# Jacopa de' Settesoli

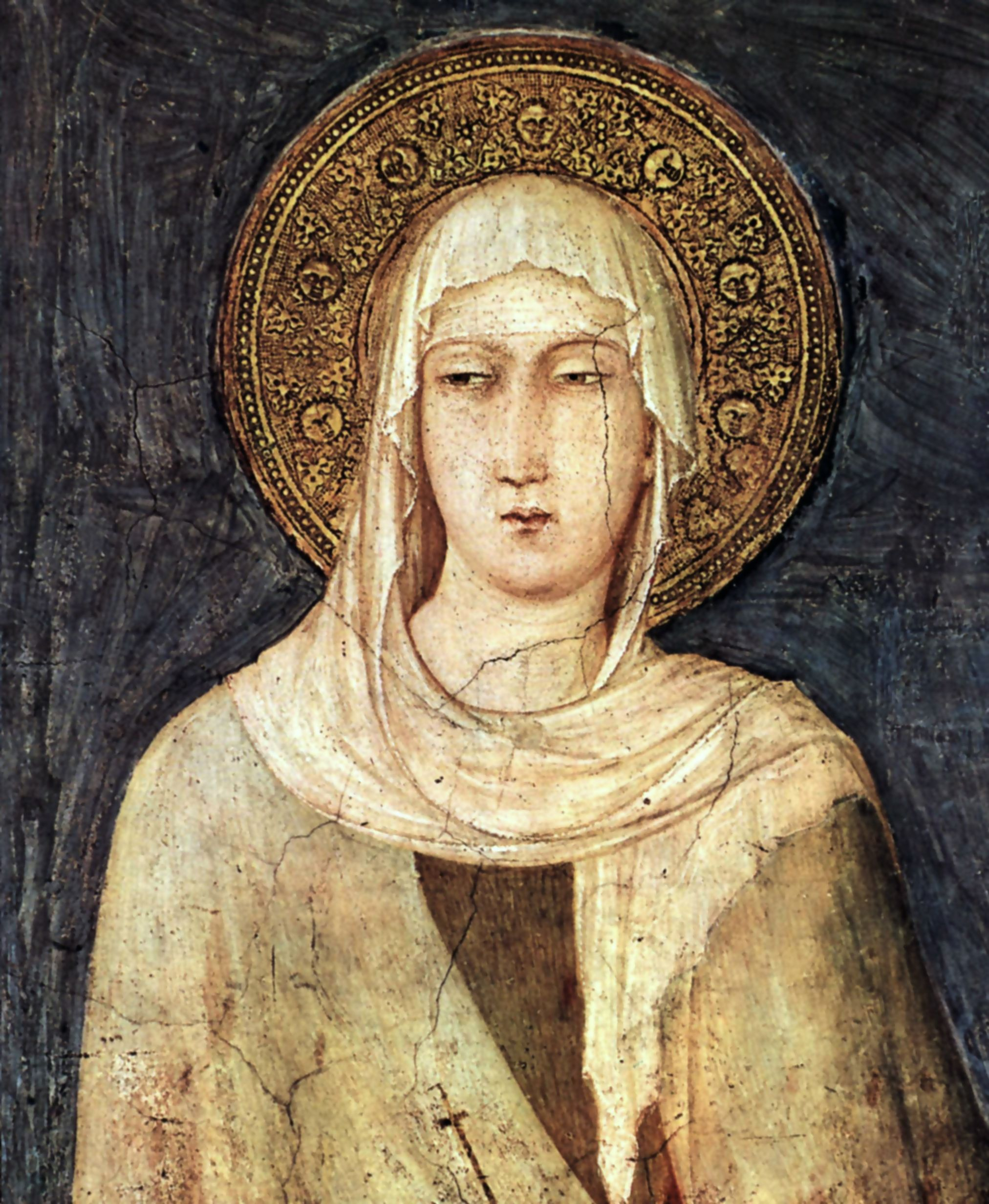
Simone Martini, Jacopa de' Settesoli: la beata è riconoscibile dai sette soli riprodotti nell'aureola

Giacoma Frangipane de' Settesoli, conosciuta come Jacopa de' Settesoli e come frate Jacopa (Roma, 1190 circa – Assisi, 1239 circa), è stata una religiosa italiana dell'Ordine francescano secolare.

## Biografia
Secondo il biografo Alberto Crielesi sarebbe nata nel 1190 a Roma nel rione Trastevere come Jacopa de' Normanni. Fu data in moglie giovanissima a Graziano Frangipane de' Settesoli, esponente della nobile casata romana dei Frangipane, che aveva in proprietà il Settizonio, un monumento fatto costruire da Settimio Severo vicino al Circo Massimo a Roma e divenuto dopo la caduta dell'Impero roccaforte di quella famiglia.
Divenne vedova nel 1207, quindi signora dei tanti castelli e terre del Lazio dei Frangipane.
Il primo atto che la riguarda è del 1210, dove già vedova e con due figli da tutelare, Giovanni e Giacomo, gestiva il territorio di Marino, Nemi e altri beni dei Frangipane. Sarà proprio lei a firmare, il 31 maggio 1237, assieme al primogenito Giovanni Frangipane, la prima delle costituzioni o statuti che regoleranno la vita civile della terra di Marino. Nel contratto stipulato con gli abitanti del castello di Marino si anticipavano le concessioni in forma di statuti dei secoli successivi, nel quale erano fissate le norme e le consuetudini vigenti con l'impegno di rispettarle reciprocamente per il bene comune.
Conobbe san Francesco d'Assisi nel 1210, quando il santo venne a Roma, e lo aiutò a trovare alloggio presso i Benedettini di Ripa Grande e ad ottenere udienza dal pontefice Innocenzo III. 
Francesco, secondo la leggenda, per sdebitarsi con Giacoma le regalò un agnello ammaestrato, che la accompagnò sempre.
Francesco, ispirato da Jacopa, nel 1221 fondò l'ordine dei "Fratelli e Sorelle della Penitenza" o "Terzo Ordine", dedicato ai laici che pur rimanendo a vivere nel mondo desideravano condurre una vita cristiana di stile francescano.

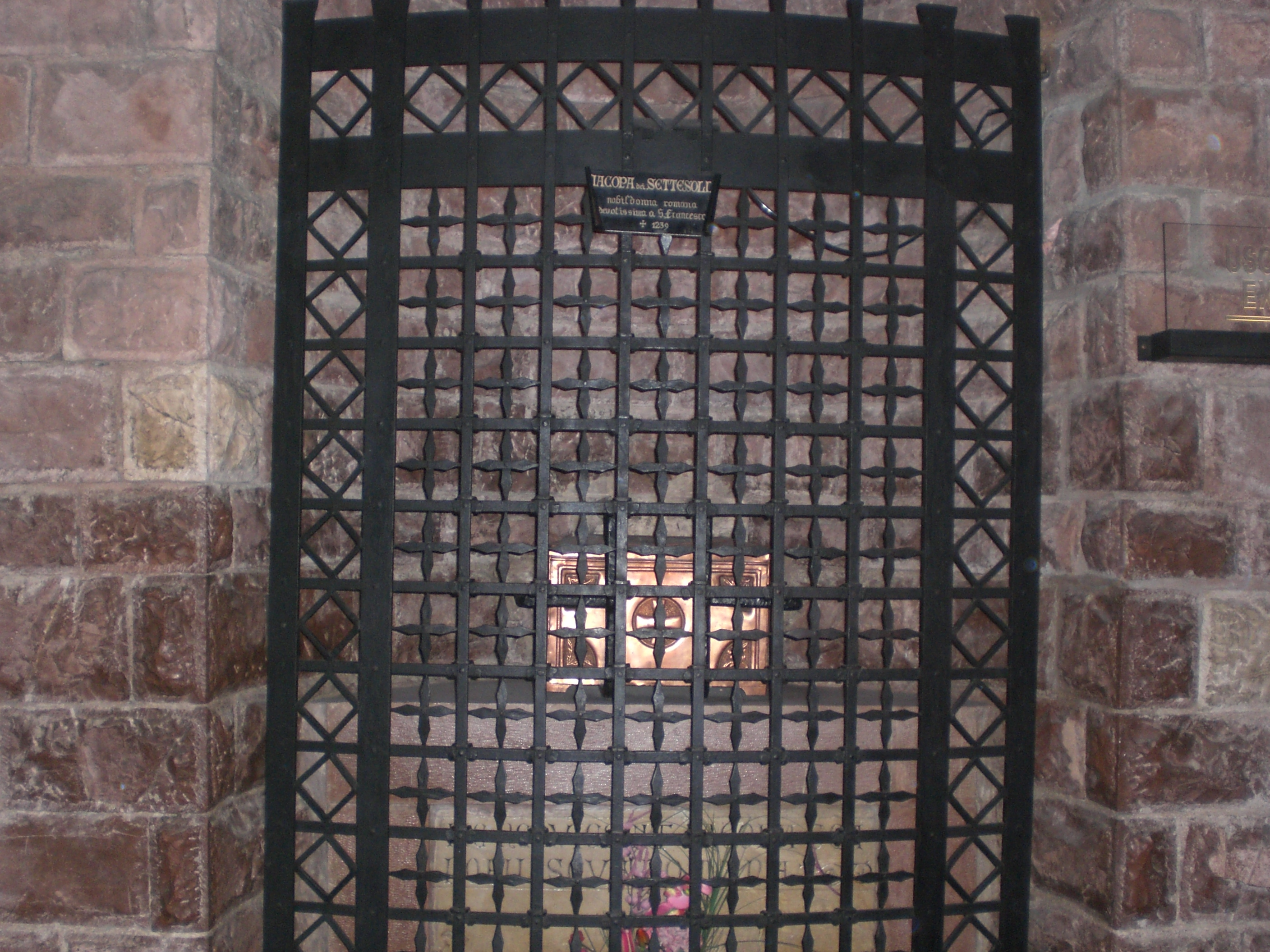
Tomba di Jacopa dei Settesoli nella Basilica inferiore di Assisi

Secondo la tradizione, quando il santo assisiate era in punto di morte dettò una lettera da inviare a Giacoma perché voleva rivederla prima di morire, e le chiese di portargli il suo velo nuziale e i mostaccioli, dolce tipico romano. Ma Giacoma, chiamata affettuosamente da Francesco "frate Iacopa", arrivò ad Assisi prima che la lettera fosse spedita, portando proprio ciò che Francesco le aveva chiesto di portare. 

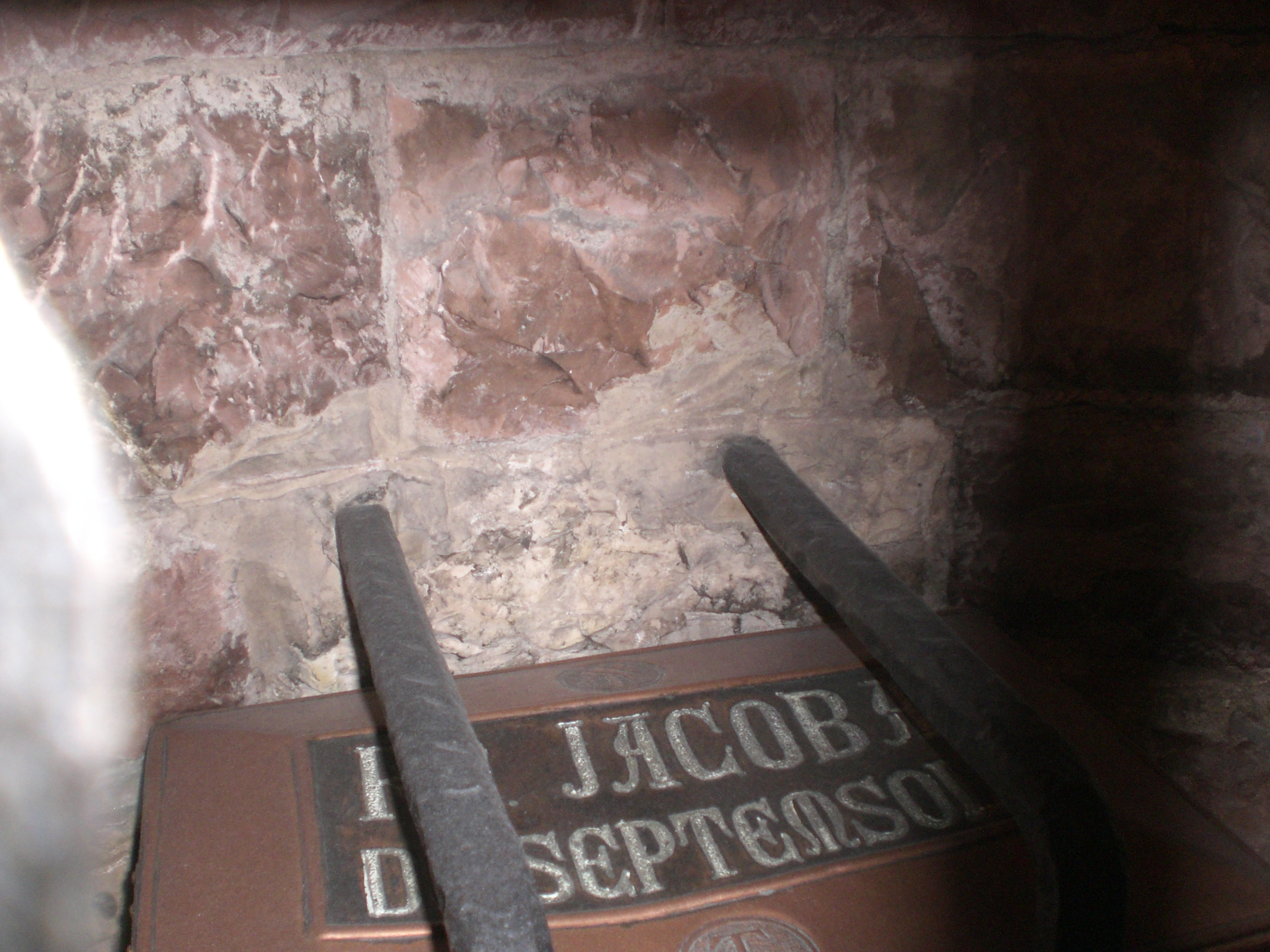
Particolare della tomba di Iacopa dei Settesoli

Dopo la morte di Francesco, Giacoma tornò a Roma, lasciò il potere al figlio Giovanni e si dedicò a opere di carità e pietà. Nel 1231 ottenne dai Benedettini la cessione dell'ospedale di San Biagio trasformandolo, dopo la canonizzazione di Francesco, nella dimora romana dei Francescani, il convento di San Francesco a Ripa, grazie all'aiuto di Papa Gregorio IX.
Fatto testamento, si ritirò come terziaria francescana ad Assisi, dove morì forse nel 1239. Venne sepolta nella cripta della basilica di San Francesco davanti alla tomba del santo e ai suoi compagni, di fronte all'altare fra le due scalinate dietro una griglia metallica nera. Sopra l'urna si legge l'epigrafe Fr. Jacopa de Septemsoli e sotto l'urna Hic requiescit Jacopa sancta nobilisque romana (Qui riposa Jacopa santa e nobile romana).